# Cangetta
Cangetta és un gènere d'arnes de la família Crambidae.

## Taxonomia
- Cangetta albiceps (Hampson, 1917) (Sud-àfrica)
- Cangetta albocarnea Warren, 1896
- Cangetta ammochroa Turner, 1815
- Cangetta aurantiaca Hampson, 1906
- Cangetta cervinalis Caradja & Meyrick, 1934
- Cangetta eschatia J. F. G. Clarke, 1986
- Cangetta fulviceps (Hampson, 1917) (Malawi)
- Cangetta furvitermen (Hampson, 1917) (Malawi)
- Cangetta haematera (Turner, 1937)
- Cangetta hartoghialis (Snellen, 1872) (Congo)
- Cangetta homoperalis Hampson, 1899
- Cangetta micralis (Hampson, 1907)
- Cangetta murinalis Snellen, 1901
- Cangetta primulina (Hampson, 1916) (Camerun)

## Espècies antigues
- Cangetta tridentalis (Snellen, 1872)